# 서울지하철노동조합
서울지하철노동조합은 서울시 산하 지방공기업 서울메트로(구 서울지하철공사)의 노동조합이다. 상급 단체는 전국민주노동조합총연맹(약칭 민주노총)이다. 회사이름은 서울지하철공사에서 서울메트로로 변경되었으나 노조의 명칭은 서울지하철노동조합을 그대로 사용하고 있다. 2013년 초 서울메트로노동조합의 설립으로 복수노조로 분리된 상황이지만 서울교통공사 통합때까지 1노조의 지위는 여전히 유지하였다.
2017년 5월 31일, 서울메트로와 서울특별시 도시철도공사가 통합하여 서울교통공사가 출범함에 따라 동년 12월 22일 서울지하철노동조합과 5678서울도시철도노동조합이 통합찬반 투표에서 압도적인 찬성으로 가결됨에 따라 2018년 3월 20일에 서울교통공사노동조합이 출범하였다.
서울메트로노동조합은 2018년 4월 서울도시철도 2노조인 서울도시철도실천노동조합과 통합해 서울교통공사통합노동조합이 되었다.